# Intratec TEC-DC9
Intratec TEC-DC9 (также известен как TEC-9) — самозарядный пистолет, разработанный в Швеции (Стокгольм), в 1980-х годах и выпущенный на рынок в 1984-м году.

## История
Interdynamic AB, шведский производитель огнестрельного оружия, разработал Interdynamic MP-9, задуманный как недорогой 9-мм пистолет-пулемет на базе Carl Gustav M/45 для военного применения. Изначально (TEC-9) разрабатывался для поставок в ЮАР, но от закупок правительство отказалось, как и в последующем другие страны, которым предлагали продукт для полицейских подразделений и армий. Ведущий конструктор Джордж Келлгрен выставил оружие на рынке США в 1984 году, как полуавтоматический пистолет с стрельбой с открытого затвора. Компании потребовалось внести изменения в пистолете, поскольку механизм оружия было легко преобразовать в автоматическое оружие, что не соответствовало требованиям США. В итоге конструкцию автоматики изменили на стрельбу с закрытого затвора(KG-99).
Пистолет получил дурную славу за счет своего устрашающего внешнего вида, из-за чего его часто использовали криминальные группировки в бандитских перестрелках. После бойни в Кливлендской школе в 1989 году TEC-9 был внесен в список запрещенного оружия Калифорнии. После этого с 1990 по 1994 пистолет был переименован с TEC-9 на TEC-DC9 (DC с англ. «Designed for California» - «Сконструировано для Калифорнии»). Внешние изменения были незначительны – отличием нового пистолета был перенос антабок на боковой поверхности для крепления двухточечного ремня на одноточечное на торец ствольной коробки. в 1995 году Intratec представила AB-10 («After Ban» - «После запрета»). TEC-9 в числе прочего оружия использовал Дилан Клиболд во время массового убийства в школе Колумбайн (штат Колорадо) в 1999 году. В 2001 году Верховный суд Калифорнии постановил, что Intratec не несет ответственности за теракты. В том же году Intratec была распущена , а производство модели AB-10 прекращено. Аналогичные варианты все еще встречаются на рынке огнестрельного оружия и легальны на федеральном уровне с 2004 года.

## Описание
Пистолет Intratec DC-9 построен на основе автоматики со свободным затвором. Огонь ведется с закрытого затвора. Затвор цилиндрический, расположен внутри трубообразной ствольной коробки, представляющей единое целое с перфорированным кожухом ствола. Рукоятка затвора расположена слева, и служит предохранителем — при её выдвигании в направлении к оси оружия блокируется затвор и ударник. Пистолетная рукоятка, спусковая скоба и горловина магазина выполнены единой деталью из пластика. Прицельные приспособления самого примитивного вида, в принципе нерегулируемые, так как намертво приварены к ствольной коробке. Коробчатые двухрядные магазины имели ёмкость в 20 или 32 патрона (10 патронов — после 1994 года). Сторонними производителями выпускались весьма длинные и непрактичные, но визуально устрашающие магазины на 50 патронов (модель AB-10).
KG-9 и KG-99 имеют открытую верхнюю трубку ствольной коробки, в которой затвор, возвратные пружины и буферная пластина удерживаются на месте пластиковой/полимерной нижней рамкой ствольной коробки. Если использовать боеприпасы c более тяжелыми пулями или усиленным зарядом пороха, пластиковая нижняя ствольная коробка выйдет из строя или треснет, что сделает огнестрельное оружие непригодным для использования.
Более поздние версии TEC-9 и AB-10 имели верхнюю трубку ствольной коробки с резьбой сзади и торцевую крышку, в которой удерживался затвор. Это решало проблему выхода из строя нижней ствольной коробки при использовании горячих патронов.

## Варианты
- TEC-9
- TEC-DC9
- KG-99
- AB-10 (до 2001 года)

## В культуре
TEC-9 с приближенными к реальным характеристиками встречается в видеоиграх, например, в Counter-Strike: Global Offensive данным оружием владеют террористы. Также, в качестве вторичного оружия, присутствует автоматическая модификация пистолета в Warface. Кроме того, различные версии оружия встречаются в художественных фильмах:
- «Старикам тут не место» — использует наёмный убийца Антон Чигур;
- «Город воров»
- «С меня хватит!»
- «Неуловимые»
- «Альфа Дог»
- сериал «Сыны анархии» — использует Джеки Браун

Американский рэпер Tech N9ne имеет свой псевдоним за быстрый стиль, подобно скорострельности пистолета.